# Christer Fursth
Christer Fursth, né le 6 juillet 1970 à Örebro (Suède), est un footballeur suédois, qui évoluait au poste de milieu de terrain à Örebro SK, Helsingborgs IF, Hammarby IF, au FC Cologne et à Al Ain ainsi qu'en équipe de Suède.
Fursth n'a marqué aucun but lors de ses quatre sélections avec l'équipe de Suède entre 1992 et 1995.

## Carrière
- 1988-1994 : Örebro SK
- 1994-1996 : Helsingborgs IF
- 1996-1998 : FC Cologne
- 1998-2003 : Hammarby IF
- 2003-2004 : Al Ain

## Palmarès

### En équipe nationale
- 4 sélections et 0 but avec l'équipe de Suède entre 1992 et 1995.

### Avec Örebro SK
- Vice-Champion du Championnat de Suède de football en 1991 et 1994.

### Avec Helsingborgs IF
- Vice-Champion du Championnat de Suède de football en 1995.

### Avec Hammarby IF
- Vainqueur du Championnat de Suède de football en 2001.
- Vice-Champion du Championnat de Suède de football en 2003.

### Avec Al Ain
- Vainqueur du Championnat des Émirats arabes unis de football en 2004.